# Calma gobioophaga
Espèce
Calma gobioophaga est une espèce de nudibranches de la famille des Calmidae.

## Alimentation
Cette espèce se nourrit des œufs du poisson Gobius niger.

## Étymologie
Sa dénomination spécifique, gobioophaga, est composé à partir du nom de genre Gobius, poissons dont le mollusque consomme les œufs, et du grec ancien φάγος, phágos (« mangeur »).